# Krzysztof Kostro
Krzysztof Kostro (ur. 4 października 1951 w Kostrach-Noskach na Białostocczyźnie, zm. 12 czerwca 2018 w Kazimierzu Dolnym) – profesor nauk weterynaryjnych Wydziału Medycyny Weterynaryjnej Uniwersytetu Przyrodniczego w Lublinie, prorektor ds. Kadr i Funduszy Inwestycyjnych.

## Życiorys
Urodził się w 1951 jako syn Józefa i Heleny. Pracował w Instytucie Chorób Zakaźnych i Inwazyjnych na Wydziale Medycyny Weterynaryjnej Akademii Rolniczej w Lublinie. 15 grudnia 1983 uzyskał doktorat na podstawie napisanej pod kierunkiem Stanisława Wołoszyna pracy pt. Badania nad niektórymi właściwościami biologicznymi i budową antygenową T. equinum, a 17 czerwca 1999 habilitację na podstawie rozprawy zatytułowanej Dynamika zjawisk immunologicznych u lisów z naturalną i doświadczalną trychofitozą oraz u zwierząt immunizowanych przeciwko tej chorobie. 14 czerwca 2005 otrzymał tytuł naukowy profesora nauk weterynaryjnych.
Był prorektorem Uniwersytetu Przyrodniczego w Lublinie, członkiem Komitetu Nauk Weterynaryjnych II Wydziału Nauk Biologicznych i Rolniczych Polskiej Akademii Nauk, a także członkiem zarządu Polskiego Towarzystwa Nauk Weterynaryjnych.
Pochowany na cmentarzu komunalnym na Majdanku w Lublinie (kwatera S2F0/4/2).

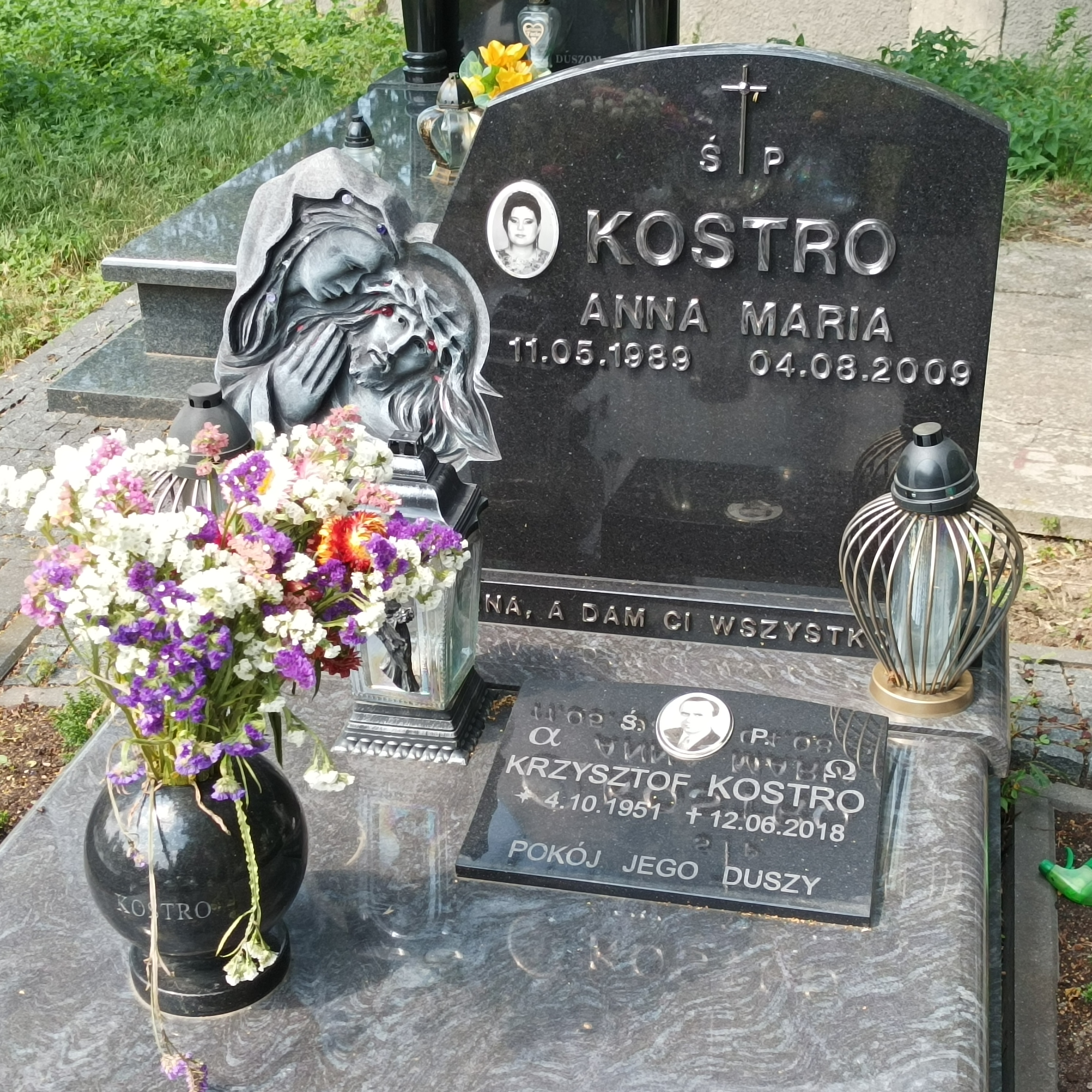
Grób prof. Krzysztofa Kostro na cmentarzu komunalnym na Majdanku w Lublinie